# Унгурени (Вранча)
Унгурени (рум. Ungureni) насеље је у Румунији у округу Вранча у општини Нисторешти. Oпштина се налази на надморској висини од 487 m.

## Становништво
Према подацима из 2002. године у насељу је живело 223 становника, од којих су сви румунске националности.